# Torneo Apertura 2019 de Primera B (Liga Chacarera)
El Torneo Apertura 2019 de Primera B, organizado por la Liga Chacarera de Fútbol, es la primera competición del año. Comenzó en el mes de marzo y estará finalizado los primeros días de junio.
Se disputará a una sola rueda, por el sistema de todos contra todos. El torneo solo servirá de preparación y para sumar puntos para la tabla conjunta.
A partir de este campeonato, contará con la inclusión del Club El Auténtico de la ciudad capital.

## Ascensos y descensos
| Pos           | Ascendidos a la Primera División 2019 |
| ------------- | ------------------------------------- |
| Campeón Anual | La Tercena                            |
| Campeón Petit | La Carrera                            |

| Prom | Descendidos de la Primera División 2018 |
| ---- | --------------------------------------- |
| 9.º  | La Estación                             |
| 10.º | Villa Dolores                           |

## Formato

### Competición
- El torneo se jugará a una rueda con el sistema de Todos Contra Todos.
- El equipo que se ubique en la primera ubicación de la Tabla de posiciones al finalizar el torneo, se consagrará campeón.

## Equipos participantes
| # | Equipo                                         | Ciudad                  | Departamento        |
| - | ---------------------------------------------- | ----------------------- | ------------------- |
| 1 | Club Ateneo Mariano Moreno                     | Villa Dolores           | Valle Viejo         |
| 2 | Club Deportivo Sumalao                         | Sumalao                 | Valle Viejo         |
| 3 | Club Deportivo Juventud Unida                  | La Falda de San Antonio | Fray Mamerto Esquiú |
| 4 | Club Social, Cultural y Deportivo El Auténtico | Catamarca               | Capital             |
| 5 | Club Social, Cultural y Deportivo La Estación  | Miraflores              | Capayán             |
| 6 | Club Social y Deportivo Las Pirquitas          | Las Pirquitas           | Fray Mamerto Esquiú |
| 7 | Club Social y Deportivo San Antonio            | San Antonio             | Fray Mamerto Esquiú |
| 8 | Club Sportivo Villa Dolores                    | Villa Dolores           | Valle Viejo         |

### Distribución geográfica de los equipos
| Departamento        | Cant. | Equipos                                                  |
| ------------------- | ----- | -------------------------------------------------------- |
| Fray Mamerto Esquiú | 3     | Juventud Unida (LF), Las Pirquitas y Social San Antonio. |
| Valle Viejo         | 3     | Ateneo M. Moreno, Deportivo Sumalao y Villa Dolores.     |
| Capital             | 1     | El Auténtico.                                            |
| Capayán             | 1     | La Estación.                                             |
| Total               | 8     |                                                          |

## Competición

### Tabla de posiciones
| Pos. | Equipo                    | Pts. | PJ | PG | PE | PP | GF | GC | Dif. |
| ---- | ------------------------- | ---- | -- | -- | -- | -- | -- | -- | ---- |
| 01.º | Ateneo Mariano Moreno     | 16   | 7  | 5  | 1  | 1  | 23 | 7  | 16   |
| 02.º | El Auténtico (Capital)    | 10   | 7  | 3  | 1  | 3  | 7  | 6  | 1    |
| 03.º | Las Pirquitas             | 10   | 7  | 3  | 1  | 3  | 11 | 14 | −3   |
| 04.º | Deportivo Sumalao         | 9    | 7  | 2  | 3  | 2  | 10 | 8  | 2    |
| 05.º | Villa Dolores             | 9    | 7  | 2  | 3  | 2  | 5  | 8  | −3   |
| 06.º | Juventud Unida (La Falda) | 8    | 7  | 2  | 2  | 3  | 7  | 9  | −2   |
| 07.º | La Estación (Miraflores)  | 8    | 7  | 2  | 2  | 3  | 8  | 11 | −3   |
| 08.º | Social San Antonio        | 6    | 7  | 1  | 3  | 3  | 9  | 17 | −8   |

|  | El equipo que ocupe esta posición se consagrará campeón. |

#### Evolución de las posiciones
| Equipo / Fecha      | 1  | 2  | 3  | 4  | 5  | 6  | 7  |
| ------------------- | -- | -- | -- | -- | -- | -- | -- |
| Ateneo M. Moreno    | 06 | 03 | 04 | 03 | 01 | 01 | 01 |
| Deportivo Sumalao   | 04 | 02 | 03 | 05 | 06 | 02 | 04 |
| El Auténtico        | 07 | 08 | 08 | 08 | 08 | 05 | 02 |
| Juventud Unida (LF) | 02 | 01 | 01 | 04 | 03 | 06 | 06 |
| La Estación         | 05 | 06 | 02 | 01 | 02 | 03 | 07 |
| Las Pirquitas       | 01 | 05 | 06 | 02 | 04 | 07 | 03 |
| Social San Antonio  | 08 | 07 | 07 | 06 | 07 | 08 | 08 |
| Villa Dolores       | 03 | 04 | 05 | 07 | 05 | 04 | 05 |

|  |

### Resultados
| Las Pirquitas     | 3 - 1 | Social San Antonio  | Primo A. Prevedello | 30 de marzo | 14:30 |
| Deportivo Sumalao | 1 - 1 | La Estación         | Coronel Daza        | 30 de marzo | 14:30 |
| Villa Dolores     | 1 - 0 | El Auténtico        | Coronel Daza        | 2 de abril  | 15:00 |
| Ateneo M. Moreno  | 0 - 1 | Juventud Unida (LF) | Primo A. Prevedello | 3 de abril  | 15:00 |

| Social San Antonio  | 1 - 1 | La Estación      | Primo A. Prevedello | 5 de abril | 14:30 |
| Juventud Unida (LF) | 4 - 0 | Las Pirquitas    | Coronel Daza        | 6 de abril | 14:30 |
| Deportivo Sumalao   | 3 - 1 | Villa Dolores    | Primo A. Prevedello | 6 de abril | 14:30 |
| El Auténtico        | 2 - 3 | Ateneo M. Moreno | Primo A. Prevedello | 9 de abril | 14:30 |

| Ateneo M. Moreno  | 1 - 1 | Villa Dolores       | Coronel Daza        | 13 de abril | 14:30 |
| Deportivo Sumalao | 2 - 2 | Social San Antonio  | Primo A. Prevedello | 13 de abril | 14:30 |
| La Estación       | 4 - 0 | Juventud Unida (LF) | Primo A. Prevedello | 14 de abril | 14:30 |
| Las Pirquitas     | 1 - 1 | El Auténtico        | Primo A. Prevedello | 17 de abril | 14:30 |

| Ateneo M. Moreno    | 2 - 1 | Deportivo Sumalao  | Primo A. Prevedello | 18 de abril | 14:30 |
| Juventud Unida (LF) | 2 - 3 | Social San Antonio | Coronel Daza        | 18 de abril | 14:30 |
| El Auténtico        | 0 - 1 | La Estación        | Coronel Daza        | 20 de abril | 14:30 |
| Villa Dolores       | 0 - 3 | Las Pirquitas      | Primo A. Prevedello | 20 de abril | 14:30 |

| La Estación        | 0 - 1 | Villa Dolores       | Primo A. Prevedello | 26 de abril | 14:30 |
| Deportivo Sumalao  | 0 - 0 | Juventud Unida (LF) | Coronel Daza        | 27 de abril | 14:30 |
| Social San Antonio | 0 - 1 | El Auténtico        | Primo A. Prevedello | 27 de abril | 14:30 |
| Las Pirquitas      | 1 - 4 | Ateneo M. Moreno    | Primo A. Prevedello | 28 de abril | 14:30 |

| Villa Dolores    | 1 - 1 | Social San Antonio  | Primo A. Prevedello | 2 de mayo | 14:30 |
| El Auténtico     | 2 - 0 | Juventud Unida (LF) | Coronel Daza        | 3 de mayo | 14:30 |
| Las Pirquitas    | 1 - 3 | Deportivo Sumalao   | Primo A. Prevedello | 3 de mayo | 14:45 |
| Ateneo M. Moreno | 6 - 0 | La Estación         | Primo A. Prevedello | 4 de mayo | 15:00 |

| Juventud Unida (LF) | 0 - 0 | Villa Dolores     | Primo A. Prevedello | 10 de mayo | 15:00 |
| La Estación         | 1 - 2 | Las Pirquitas     | Primo A. Prevedello | 11 de mayo | 14:30 |
| El Auténtico        | 1 - 0 | Deportivo Sumalao | Primo A. Prevedello | 12 de mayo | 14:30 |
| Social San Antonio  | 1 - 7 | Ateneo M. Moreno  | Coronel Daza        | 12 de mayo | 14:30 |

|  |

|                                                              |
| Club Ateneo Mariano Moreno                                   |
| Campeón Torneo Apertura 2019 Homenaje a Alejandro Imperiales |

## Estadísticas

### Goleadores
| Jugador                   | Equipo              | Goles |
| ------------------------- | ------------------- | ----- |
| Fernando Flores           | Ateneo M. Moreno    | 9     |
| Ángel Gómez Cortés        | Juventud Unida (LF) | 3     |
| Claudio Cejas Barrionuevo | Deportivo Sumalao   | 3     |
| Damián Sosa               | Ateneo M. Moreno    | 3     |
| Francisco Bustamante      | Las Pirquitas       | 3     |
| Luis Galván               | Ateneo M. Moreno    | 3     |
| Miguel Vergara            | Ateneo M. Moreno    | 3     |
| Actualizado al 12 de mayo |                     |       |

| Ariel Ortega           | La Estación         | 2 |
| Carlos Hidalgo         | Las Pirquitas       | 2 |
| Claudio Quinteros      | Deportivo Sumalao   | 2 |
| Cristian Agüero        | Ateneo M. Moreno    | 2 |
| Enzo Leyes             | El Auténtico        | 2 |
| Fabio Toledo           | La Estación         | 2 |
| Facundo Castro         | Las Pirquitas       | 2 |
| Joel Barrientos        | Social San Antonio  | 2 |
| Juan Carlos Contreras  | Villa Dolores       | 2 |
| Luis Rodríguez         | El Auténtico        | 2 |
| Martín Paz             | La Estación         | 2 |
| Andrés Chulino         | El Auténtico        | 1 |
| Braian Pérez           | Deportivo Sumalao   | 1 |
| Cristian Ferreyra      | Villa Dolores       | 1 |
| Cristian Nieva         | Social San Antonio  | 1 |
| David Corzo            | Deportivo Sumalao   | 1 |
| Emmanuel Martel Medina | Ateneo M. Moreno    | 1 |
| Enrique Moreira        | Villa Dolores       | 1 |
| Francisco Castro       | Las Pirquitas       | 1 |
| Franco Cejas           | Social San Antonio  | 1 |
| Gabriel Castro         | Ateneo M. Moreno    | 1 |
| Gastón Luján           | Social San Antonio  | 1 |
| Gonzalo Castro         | Las Pirquitas       | 1 |
| Guillermo Ariz         | La Estación         | 1 |
| Gustavo Villafañez     | Deportivo Sumalao   | 1 |
| Hernán Romero          | El Auténtico        | 1 |
| Iván López             | Villa Dolores       | 1 |
| Jeremías Bustamante    | Las Pirquitas       | 1 |
| Jonathan Carrizo       | Ateneo M. Moreno    | 1 |
| José Heredia           | Juventud Unida (LF) | 1 |
| José Herrera           | Juventud Unida (LF) | 1 |
| José Varas             | Social San Antonio  | 1 |
| Luis Ahumada           | Social San Antonio  | 1 |
| Marcelo Vizcarra       | Juventud Unida (LF) | 1 |
| Nahuel Vega            | Juventud Unida (LF) | 1 |
| Nelson Rosales         | Deportivo Sumalao   | 1 |
| Nicolás Hauy           | La Estación         | 1 |
| Ramón Paredes          | Las Pirquitas       | 1 |
| Raúl Dávila Díaz       | Social San Antonio  | 1 |
| Rodrigo Barrios        | Social San Antonio  | 1 |
| Rodrigo Ortiz          | Deportivo Sumalao   | 1 |
| Walter Jiménez         | El Auténtico        | 1 |